# 12e escadre de chasse
La 12e escadre de chasse  est une ancienne unité de chasse de l'armée de l'air française créée le 15 mai 1952 à Mont-de-Marsan et dissoute sur la base de Cambrai le 20 juin 1995.

## Historique

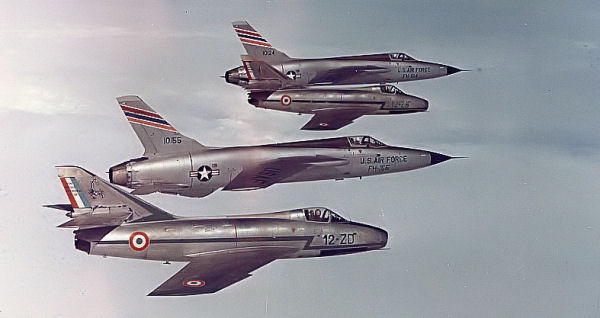
Deux SMB-2 du 1/12 Cambrésis en vol avec des F-105D du 36th TFW de Bitburg en 1964.

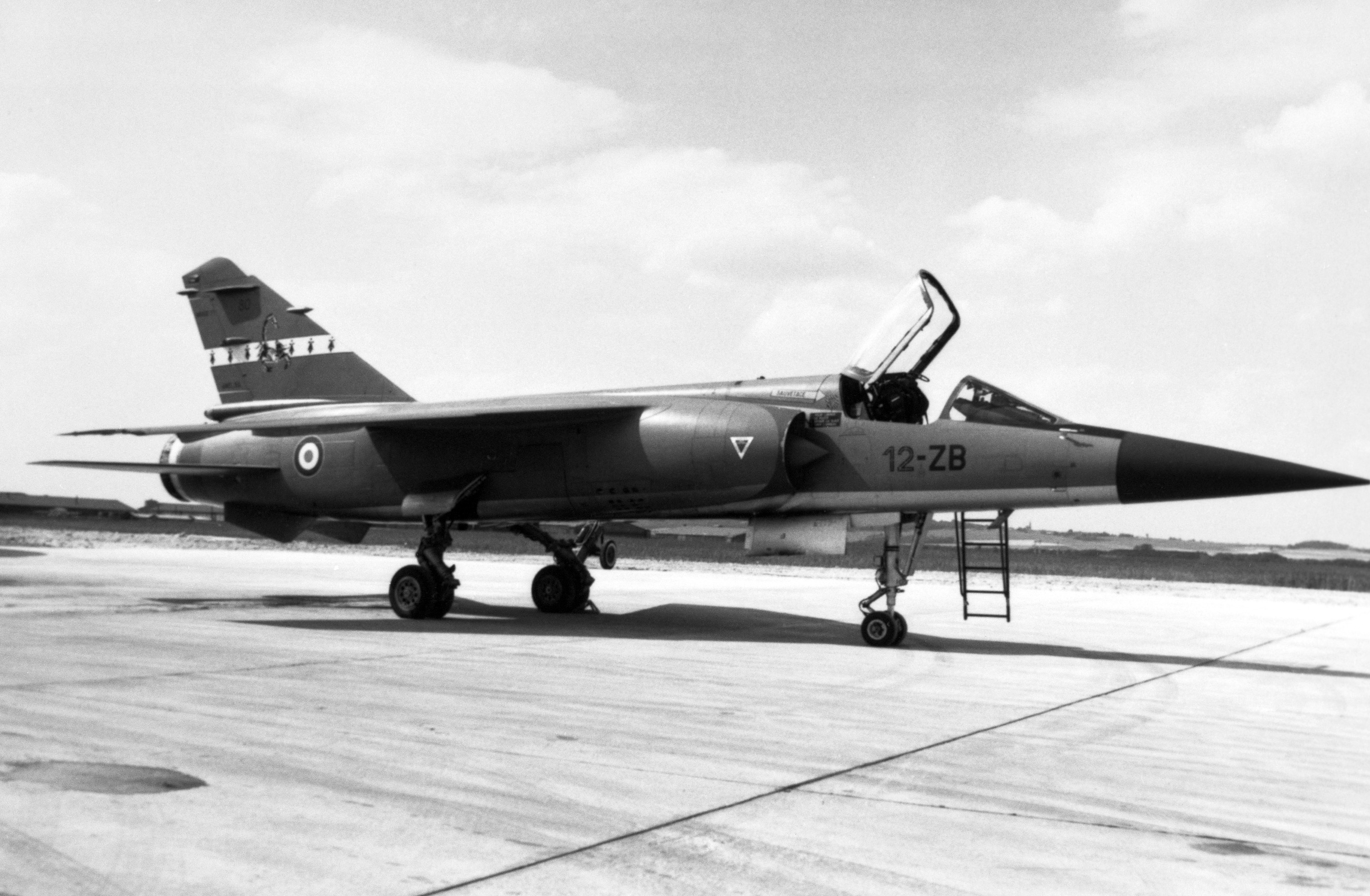
Mirage F1C du 3/12 Cornouaille.

Trois Mirage F1C de la 12e EC avec des F-16 de l’USAF sur l'aéroport de Doha durant la guerre du Golfe en 1991.

F1C du Cambrésis porteur d'une décoration spéciale pour le Tiger Meet.

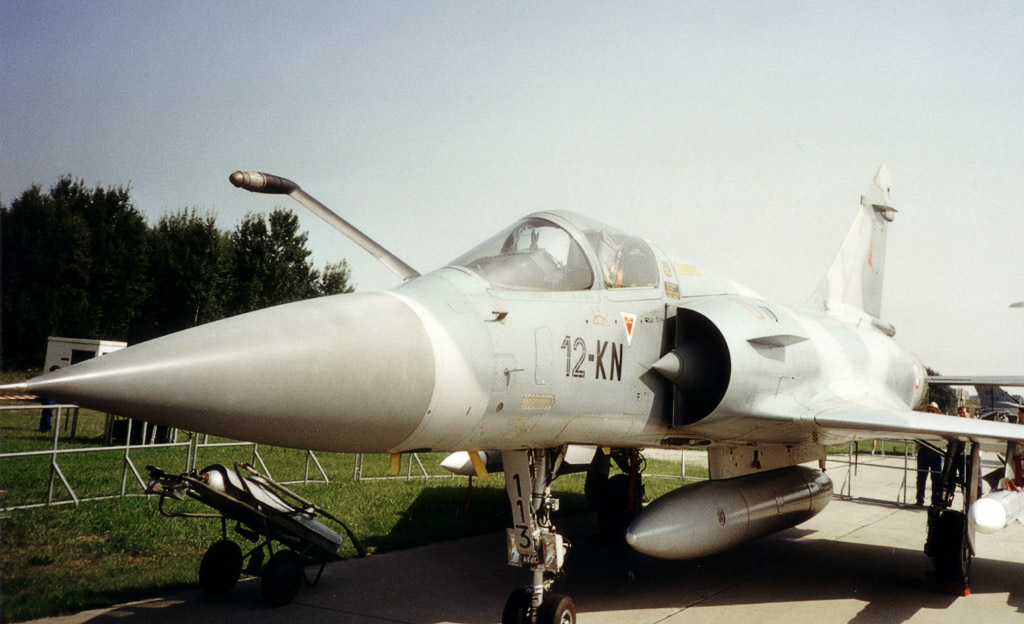
Mirage 2000C du 2/12 Picardie.

## Escadrons
- Escadron de chasse 1/12 (du 15 mai 1952 au 1er septembre 1953)

### Cambrésis
- Escadron de chasse 1/12 Cambrésis (du 1er septembre 1953 au 20 juin 1995)

### Cornouaille
- Escadron de Chasse 2/12 Cornouaille (du 1er août 1959 au 1er juin 1979)
- Escadron de chasse 3/12 Cornouaille (du 1er décembre 1954 au 1er août 1959 et du 1er juin 1979 au 20 juin 1995)

### Picardie
- Escadron de chasse 2/12 Picardie (du 27 mai 1954 au 1er novembre 1957 et du 1er juin 1980 au 20 juin 1995)

### EALA
La 12e escadre de chasse a parrainé les unités suivantes pendant la Guerre d'Algérie :
- EALA 5/72 Daubes du 1er juillet 1956 au 30 novembre 1959
- EALA 15/72 Balbuzard du 15 novembre 1956 au 30 novembre 1959
- EALA 3/12 du 1er décembre 1959 au 30 juin 1961

## Bases
- BA118 Mont-de-Marsan (du 15 mai 1952 au 1er septembre 1953)
- BA103 Cambrai (du 1er septembre 1953 au 20 juin 1995)

## Appareils
- Dassault MD-450 Ouragan (du 15 mai 1952 au 16 octobre 1955)
- Dassault Mystère IVA (du 25 mai 1955 au 24 juillet 1959)
- North American T-6G (du 1er septembre 1956 au 1er juillet 1961)
- Dassault Super Mystère B2 (du 20 avril 1959 au 9 septembre 1977)
- Dassault Mirage F1C (de mars 1976 à 1995)
- Dassault Mirage 2000C/RDI (du 14 mai 1992 au 20 juin 1995)

## Commandants de l'Escadre
- 1954-1956 : Lieutenant-colonel Jacques Andrieux.